# Stanisław Jan Skarżyński
Stanisław Jan Skarżyński (ur. 23 kwietnia 1897 w Aleksandrowie, zm. 15 lipca 1920 w okolicach wsi Zwierowce) – podporucznik pilot Wojska Polskiego, kawaler Orderu Virtuti Militari.

## Życiorys
Urodził się w rodzinie Jana i Joanny z Walewskich. Kształcił się w Szkole Realnej w Sosnowcu i Szkole Realnej w Rostowie nad Donem, w której uzyskał świadectwo dojrzałości. Potem rozpoczął studia na Politechnice w Niżnym Nowogrodzie. 26 czerwca 1916 został wcielony do armii carskiej i przydzielony do szkoły lotniczej. 31 lipca 1917, po ukończeniu szkoły, mianowany został chorążym i skierowany do 31 pułku piechoty. Służył w nim do 3 lutego 1918, po czym udał się do Odessy, gdzie przyjęty został do Polskiego Oddziału Awiacyjnego, w charakterze obserwatora. Zasłynął tam z niezwykłego fortelu. Razem z chorążym Karpińskim przekradł się przez posterunki austriackie na teren składu lotniczego i zanotował numery samolotów i silników. Nazajutrz, przedstawiwszy odpowiedni wykaz, zażądał zwrotu samolotów i silników, jako mienia należącego do władz polskich. Dzięki tej inicjatywie oddział zdobył kilka samolotów. 19 kwietnia 1918, po rozbrojeniu oddziału przez Austriaków, udał się do I Korpusu gen. Dowbor-Muśnickiego. Po przybyciu wcielony został do Legii Rycerskiej. W czerwcu tego roku, po kapitulacji korpusu, powrócił do Polski.
12 listopada 1918 został skierowany na kurs pilotażu w Warszawie. 15 stycznia 1919 został formalnie przyjęty do Wojska Polskiego z warunkowym zatwierdzeniem posiadanego stopnia podporucznika i przydzielony z dniem 12 listopada 1918 do Lotniska wojskowego w Warszawie. Po ukończeniu Wojskowej Szkoły Lotniczej przydzielony został do 21 eskadry niszczycielskiej. W jej składzie wziął udział w wielu akcjach bojowych. W czasie jednej z nich, 15 maja, zmuszony został do lądowania na terytorium nieprzyjaciela. W ciągu miesiąca przedarł się przez linię frontu i powrócił do macierzystego pododdziału.
15 lipca 1920 wystartował razem z obserwatorem, kpt. Arturem Kelly z 7 eskadry myśliwskiej, do kolejnego lotu bojowego. Tym razem, z rozkazu szefa lotnictwa 6. Armii, pułkownika Faunt-le-Roya przeprowadził atak lotniczy na oddziały bolszewickiej 1 Armii Konnej Budionnego, przemieszczającej się przez wieś Zwierowce. Wykonując to zadanie, lotem koszącym, trafiony został śmiertelnie pociskiem wystrzelonym przez bolszewików. Obaj lotnicy zginęli w wyniku zderzenia samolotu z ziemią. Po zakończeniu działań wojennych, z rozkazu płk. Cedrika Faunt-le-Roya, ich szczątki zostały ekshumowane i z honorami złożone na cmentarzu wojskowym we Lwowie.
19 stycznia 1921 został zatwierdzony z dniem 1 kwietnia 1920 roku w stopniu porucznika, w Wojskach Lotniczych, w grupie oficerów byłych Korpusów Wschodnich i byłej armii rosyjskiej.

## Ordery i odznaczenia
- Krzyż Srebrny Orderu Wojskowego Virtuti Militari nr 8128 – pośmiertnie 27 lipca 1922[6]
- Polowa Odznaka Pilota – pośmiertnie 11 listopada 1928 roku „za loty bojowe nad nieprzyjacielem w czasie wojny 1918-1920”[7]